# Ida Ørskov
Ida Ørskov, de soltera Oppenheuser (Copenhague, 8 de enero de 1922-10 de abril de 2007) fue una médica bacterióloga danesa cuya tesis Om Klebsiella (Sobre la Klebsiella) publicada en 1956 está considerado como el primer estudio científico que señaló el riesgo de infección cruzada bacteriana en los hospitales.

## Biografía
Tras matricularse en la Escuela N. Zahle en 1941, comenzó a estudiar medicina con el apoyo de su profesora de química. Su amistad y posterior matrimonio en 1948 con su compañero de estudios Frits Ørskov, hijo del director del Danish Serum Institute (Statens Serum Institut), despertó su interés por la bacteriología y la llevó a una estrecha colaboración con su marido después de convertirse este en jefe de departamento del Instituto. Después de graduarse de la Universidad de Copenhague en 1948, se convirtió en investigadora en el Centro Internacional de Salmonella del Danish Serum Institute.
Su tesis Om Klebsiella, publicada en 1956, fue uno de los primeros artículos científicos que abordó el estudio de la infección cruzada bacteriana. Junto con su esposo, investigó los factores de virulencia y las propiedades relacionadas de las bacterias coliformes. Este trabajo condujo al establecimiento de un Departamento de Coli que posteriormente se convirtió en el Centro Internacional de Escherichia de la Organización Mundial de la Salud.

## Premios
- 1965: Premio Paul Ehrlich
- 1978: Premio Tagea Brandts Rejselegat